# جرين ذي عتم (الشعر)

تعديل مصدري - تعديل

جرين ذي عتم محلة تابعة لقرية اللكيمة، التابعة لعزلة القابل الاسفل بمديرية الشعر إحدى مديريات محافظة إب في الجمهورية اليمنية، بلغ تعداد سكانها 29 حسب تعداد اليمن لعام 2004.